# Epidemie

Voorbeeld van een epidemie: de Ebola-uitbraak in West-Afrika in 2014

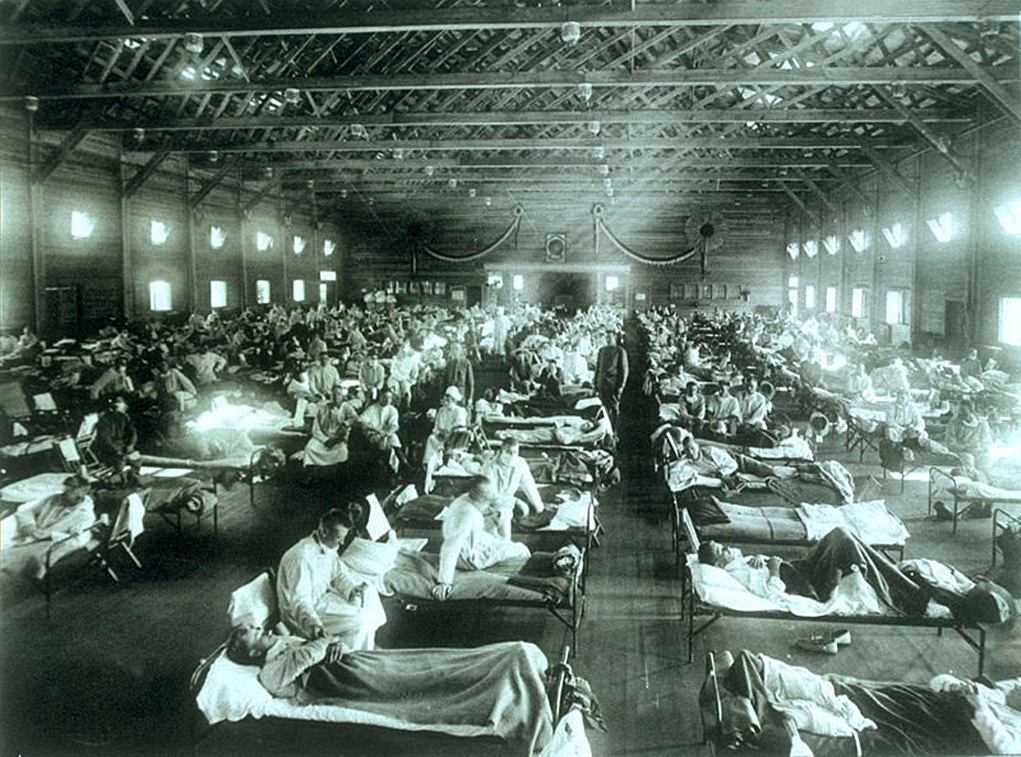
Militair ziekenhuis in Kansas tijdens de uitbraak van de Spaanse griep (1918-1919)

Een epidemie is, binnen een gegeven menselijke populatie, een ziekte die bij een groter aantal individuen dan normaal voorkomt. Het begrip verwijst oorspronkelijk naar besmettelijke ziekten als de pest, pokken, cholera, mazelen en vlektyfus. 
Bij uitbreiding wordt de term gebruikt voor een hogere frequentie van niet-besmettelijke medische aandoeningen binnen een populatie, zoals ('een epidemie van') bronchitis, maagzweren, hart- en vaatziekten. 
Ten slotte wordt het verhoogd voorkomen, onder een bepaalde bevolkingsgroep of een sociale klasse, van psychosociale problematiek overdrachtelijk als een 'epidemie' van bijvoorbeeld alcoholisme, zelfdoding of jeugdcriminaliteit aangeduid.

## Etymologie
Epidemie komt van het Griekse νόσος ἐπιδήμιος, nósos epidēmios, dat 'ziekte onder het volk' betekent.

## Epidemisch – endemisch
Naast epidemische ziekten zijn er ook endemische ziekten, die constant aanwezig zijn, maar op elk moment slechts bij enkele individuen voorkomen. Komt een ziekte normaal steeds in een klein aantal gevallen voor in de bevolking maar ook af en toe in veel grotere aantallen, dan spreekt men van een 'epidemische verheffing'.

## Pandemieën
Een pandemie is een epidemie van een besmettelijke ziekte die zich over de hele wereld verspreidt.

## Epizoötieën
Epidemieën komen ook voor onder dieren. Men spreekt dan van een epizoötie.

## Bestrijding van epidemieën
Het reproductiegetal van een infectieziekte is een maat voor het gemiddelde aantal besmettingen die door een primair geval in een populatie worden veroorzaakt, waarin niemand immuun is en waar geen profylactische maatregelen, zoals vaccinatie, worden genomen.
De meeste landen hebben wettelijk vastgelegde programma's ter voorkoming en bestrijding van epidemieën van (besmettelijke) ziekten. Belangrijk zijn hier uiteraard preventieve maatregelen, met name voorlichting. Dit kan algemeen zijn, bijvoorbeeld voorlichting op scholen en via de media over het nut van regelmatig handen wassen, injecties halen alvorens een verre reis te maken, en veilig vrijen. Het kan ook specifiek zijn naar aanleiding van een opkomende epidemie, zoals de Mexicaanse griep. Daarbij zal ook de medische stand beroepshalve waakzaamheid betrachten, en op zijn beurt zowel collega's als publiek voorlichten en zorgen zelf goed voorgelicht te zijn over recente ontwikkelingen.
Bovendien bestaan in de meeste landen wettelijk vastgelegde protocollen voor het geval waarin zich toch een epidemie voortdoet of wanneer een arts een geval van een besmettelijke ziekte constateert. Dit kan betekenen dat de patiënt in quarantaine moet, en dat de medische stand en de overheid moeten worden ingelicht. Bij vergevorderde epidemieën kan men eventueel bepaalde locaties aanwijzen waar zieken zich moeten laten verplegen (gewone ziekenhuizen voldoen dan meestal niet meer). Daarbij kan de overheid ook de bewegingsvrijheid en interlokaal of internationaal verkeer beperken of stopzetten, zoals de Joegoslavische regering deed toen in 1972 in het land een epidemie van pokken uitbrak. Ook kan de bevolking preventief gevaccineerd worden. Eventueel kan de overheid quarantaine, medische behandeling of vaccinatie afdwingen, en kan een onwillige patiënt zelfs onder dwang verpleegd of nadien strafrechtelijk vervolgd worden.
Vaak heeft de overheid uit hoofde van medische wetgeving in geval van een epidemie vergaande bevoegdheden of kan de noodtoestand worden uitgeroepen, ten koste van de bewegingsvrijheid van de burger. Op dat moment weegt het algemeen belang van het stoppen van de epidemie zwaarder. In rechtsstaten zijn hier overigens wel waarborgen en geldt bovendien het subsidiariteitsbeginsel.

## Gevolgen
Epidemieën kunnen binnen een samenleving tot zware gevolgen leiden, die soms zelfs zwaarder zijn dan de epidemie zelf (zie bijvoorbeeld het volgende hoofdstuk). Om te beginnen zal de epidemie een economische wissel op de samenleving trekken, omdat de patiënten behandeld moeten worden, niet kunnen werken en bovendien niet winkelen dus geen geld uitgeven. Bovendien zullen, wanneer het een mogelijk dodelijke ziekte betreft, ook veel gezonde personen bang worden en weigeren naar hun werk te gaan. Verder kan ook de overheid het economisch leven en interlokaal verkeer (tijdelijk) stilleggen om besmetting te voorkomen, een lock-down. Wanneer dit langere tijd duurt kunnen bedrijven failliet gaan omdat er niemand meer komt werken en geen klanten meer komen opdagen, maar veel kosten wel doorlopen. Het meest recente voorbeeld is de SARS-epidemie, die de Chinese economische groei tijdelijk stilzette.
Vaak ziet men dat mensen de steden, die men als besmettingsbron ziet, proberen te ontvluchten. Dit kan tot chaos leiden wanneer de wegen en het omliggende gebied deze enorme toeloop niet kunnen verwerken. De angstige mensen zullen sneller geneigd zijn geweld te gebruiken, wat uiteindelijk kan leiden tot rellen en plunderingen. Ook kan het leiden tot burgerlijke ongehoorzaamheid jegens de overheid. Mensen die in quarantaine moeten kunnen daarbij ook geneigd zijn zich te verzetten omdat ze bang zijn de ziekte te krijgen van medepatiënten en dus niet met andere mogelijk besmetten willen worden opgesloten. Deze ongeregeldheden en verplaatsingen van mensen kunnen bovendien leiden tot nog meer besmettingen dus de epidemie verergeren. Daarbij komt het met name in minder ontwikkelde landen voor dat de vluchtelingen uiteindelijk in erbarmelijke omstandigheden terechtkomen omdat de infrastructuur van het gebied niet op hen berekend is. Eventuele kampen zijn bovendien broedplaatsen van zowel de epidemische als andere ziekten. Het is dus mogelijk dat een epidemie van een ziekte een tweede epidemie van een andere ziekte veroorzaakt.

## Rol van epidemieën in de wereldgeschiedenis
De rol van epidemieën in de wereldgeschiedenis kan nauwelijks worden overschat. Gedurende vele millennia was de natuurlijke bevolkingsgroei vaak ternauwernood voldoende om de gevolgen van regelmatig optredende epidemieën en hongersnoden te herstellen.
Die hingen vaak met elkaar samen, want ondervoeding en hongersnoden verminderden de weerstand tegen ziekten en bevorderden daardoor het optreden van epidemieën. Ook oorlogen waren zeer bevorderlijk voor het optreden van epidemieën, die vaak veel meer slachtoffers kostten dan de gevechten.
Omdat geschiedschrijvers vaak geen geschoolde medici waren, is uit geschiedverslagen vaak niet ondubbelzinnig vast te stellen om welke ziekte het ging. Een woord als "pestis" werd voor uiteenlopende ziekten gebruikt, niet alleen voor de gevreesde builenpest of andere vormen van pest.
Beruchte epidemieën in de wereldgeschiedenis waren onder meer:
- 430 v.Chr. Athene, waarschijnlijk pokken. Aan het begin van de oorlog tegen Sparta had de bevolking van heel Attica zich binnen de muren van Athene teruggetrokken, ideaal voor de verspreiding van ziekteverwekkers. Misschien wel een derde van de bevolking verloor het leven, waaronder de grote leider Pericles.
- 165. Tijdens de regering van keizer Marcus Aurelius werd het Romeinse Rijk door een vernietigende epidemie getroffen - waarschijnlijk pokken. Miljoenen mensen verloren het leven.
- 252. De Pestis Cypriani, beschreven door bisschop Cyprianus van Carthago; ook dit was waarschijnlijk geen pest, maar een uitbraak van shigella dysenteriae.
- 541 en daaropvolgende jaren. Het Byzantijnse Rijk werd door de vernietigende pest van Justinianus getroffen, waardoor het rijk zodanig verzwakt werd dat de recente militaire successen van keizer Justinianus spoedig teniet werden gedaan. De epidemie van builenpest trof in golven die nog twee eeuwen na-echoden, ook in vele andere delen van Europa. Hierbij lijkt het wel om de pest te zijn gegaan. Mogelijkerwijze kwam een kwart van de Europese bevolking om het leven. In het Balkangebied was dit misschien zelfs meer dan de helft. Dit ontvolkte gebied werd enkele decennia later een gemakkelijke prooi voor de binnenvallende Slaven. De epidemie was waarschijnlijk een nasleep van hongersnoden, die mogelijkerwijze het gevolg waren van een wereldwijde weersverslechtering in verband met de uitbarsting van de Krakatau in 535 n.Chr.
- 1347-1351. De beruchtste van alle epidemieën, de zogenaamde Zwarte Dood. Via de Krim en Genua verspreidde de builenpest (ook dit is overigens weer een omstreden diagnose) zich over nagenoeg geheel Europa. Naar schatting 25 miljoen van de 85 miljoen Europeanen verloren het leven. Deze epidemie teisterde, net als de hiervoor genoemde, waarschijnlijk ook grote delen van Azië.
- In de eerste twee eeuwen na de ontdekking van Amerika door Columbus in 1492 werd in grote delen van de Nieuwe Wereld de bevolking gedecimeerd door uit Europa overgebrachte ziekten, die voordien onbekend waren en waartegen de bevolking geen enkele immuniteit had. De inheemse bevolking verminderde in die periode waarschijnlijk van 40-100 miljoen inwoners tot minder dan 10 miljoen. In sommige gebieden bedroeg de bevolkingsdaling 90% of meer. In veel landen in Latijns-Amerika is het bevolkingsaantal van voor de ontdekking pas halverwege de 20e eeuw weer gehaald, en in sommige afgelegen streken wonen er zelfs nu nog minder mensen dan in 1492. De grootste ravage werd aangericht door de pokken.
- In de jaren 1663-1666 werd een groot deel van West-Europa door de pest getroffen. In Londen verloren 60.000 burgers op een bevolking van 500.000 het leven, in Amsterdam 34.000 op een bevolking van ruim 200.000.
- In de jaren vlak na de Eerste Wereldoorlog werd de wereld getroffen door de zogenaamde Spaanse griep, een influenza-epidemie, die waarschijnlijk tweemaal zoveel slachtoffers maakte als de oorlog.
- Later in de 20e eeuw volgden nog twee grieppandemieën, namelijk de Aziatische griep (1957) en de Hongkonggriep (1968) met minder dodelijke slachtoffers dan de Spaanse griep.
- Vanaf 2019 is er een Coronapandemie waarbij er voor het eerst grootschalige lock-downs werden ingesteld.

Overige beruchte besmettelijke ziektes die epidemieën hebben veroorzaakt:  
cholera, tyfus, mazelen, tuberculose, malaria, gele koorts